# Crônica de Nicônio

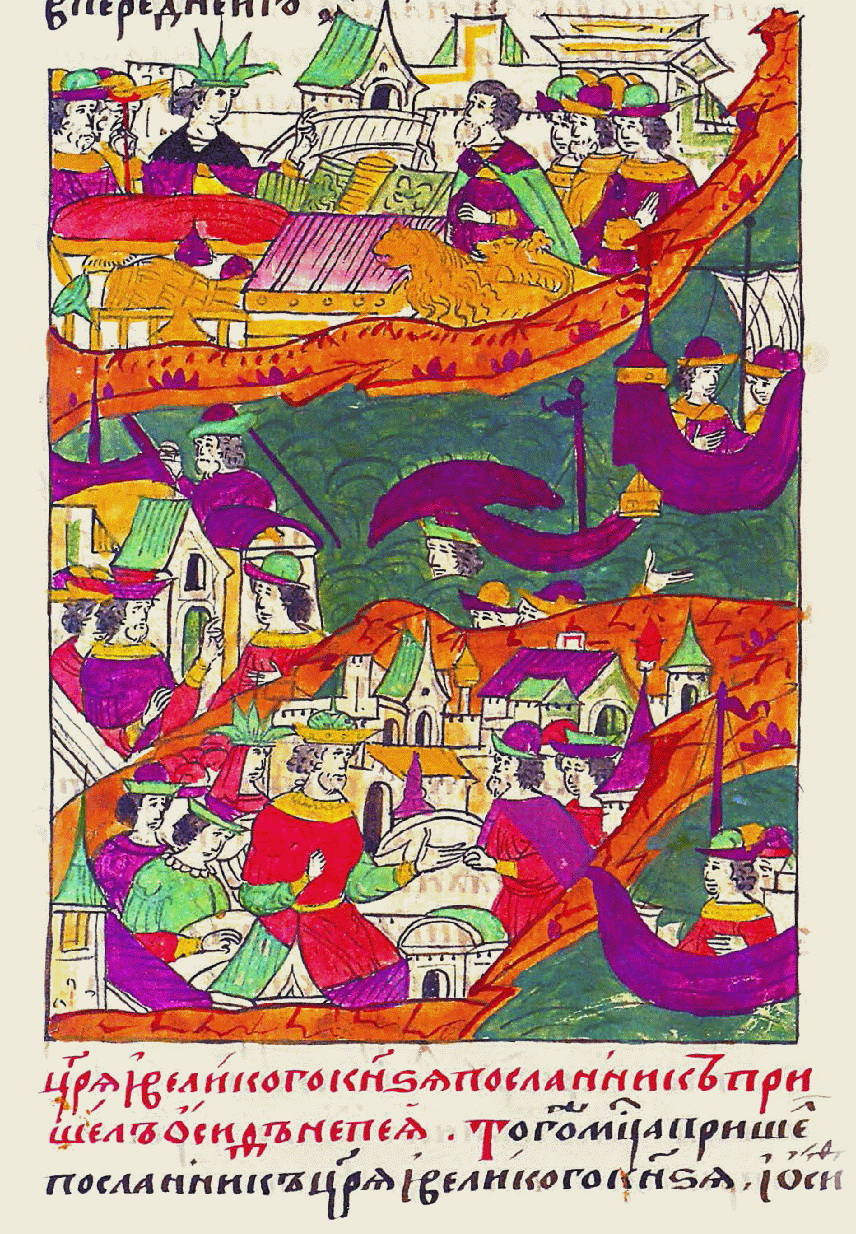
envia Osip Nepeia para a Inglaterra (Miniatura da Crônica de Nicônio, século XVI).

A Crônica de Nicônio (em russo:  Никоновская летопись) é a maior obra das crônicas russas do século XVI. Nomeada em homenagem ao patriarca Nicônio, dono de um de seus fólios.
Um estudo das características estilísticas das inserções editoriais no texto da crônica convence que o editor-compilador desta crônica foi o metropolita Daniel.
Na segunda metade da década de 1550, o acervo de crônicas do metropolita Daniel foi combinado com materiais da historiografia oficial. Foi feita uma cópia da crônica do metropolita e complementada com a Crônica da Ressurreição e a Crônica do Início do Reino da edição de 1556, assim se formou a Lista Patriarcal. A crônica original do metropolita Daniel foi complementada pelas mesmas fontes que foram usadas na Lista Patriarcal: a Crônica da Ressurreição (mas em volume diferente) e a “Crônica do Início do Reino”. Um pouco mais tarde, outra parte foi acrescentada, descrevendo os acontecimentos de 1556-1558. Foi assim que se formou a lista de Obolenski (em homenagem ao original, que foi preservado em um manuscrito que pertenceu a Miguel Andreviche Obolenski).
Em 1568-1576, quando a grandiosa Crônica de Litseva foi criada em Alexandrovskaia Sloboda, por ordem do czar, a lista de Obolenski foi usada como principal fonte na apresentação dos acontecimentos da história russa. Em seguida, esta lista foi transferida para o Mosteiro da Trindade-São Sérgio, onde permaneceu até 1637. Em 1637, foi feita uma cópia dela no mosteiro, o que marcou o início de uma nova edição: o texto da crónica foi complementado com algumas histórias e continuou de acordo com a “Nova Crônica”. Esta edição é conhecida por várias listas, uma das quais (Nikonovski) foi feita especificamente para o patriarca Nicônio e deu nome a toda a crônica.